# Dórský Pentapolis

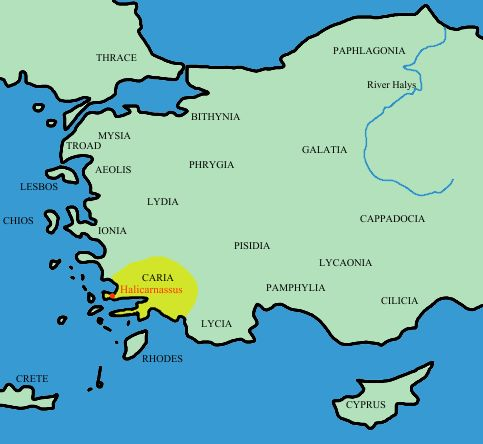
Kárie (žlutě) a ostrov Rhodos

Dórské pětiměstí (řecky: Πεντάπολις, Pentàpolis) byla starověká sakrální konfederace pěti měst v krajině Doris starověkého Řecka v Malé Asii, založená od 6. – 5. století př. n. l.

## Pět měst
Pět dórských měst se nacházelo na pobřeží Kárie a na přilehlých ostrovech:
- Kamiros (ostrov Rhodos)
- Knidos (na pobřeží Kárie)
- Kós (ostrov Kós)
- Ialysos (ostrov Rhodos)
- Lindos (ostrov Rhodos)

## Historie
Kolem 6. století př. n. l. byla při Apollónovu chrámu na skalním ostrohu v regionu Triopion, poblíž města Knidos, vytvořena konfederace šesti dórských měst, aby se mohla činit společná rozhodnutí v ekonomii a zahraniční politice. Dórské pětiměstí pak vzniklo z tohoto dórského šestiměstí, a to kolem 6. – 5. století př. n. l., po vyloučení města Halikarnássos kvůli činu bezbožnosti jednoho z jeho občanů.

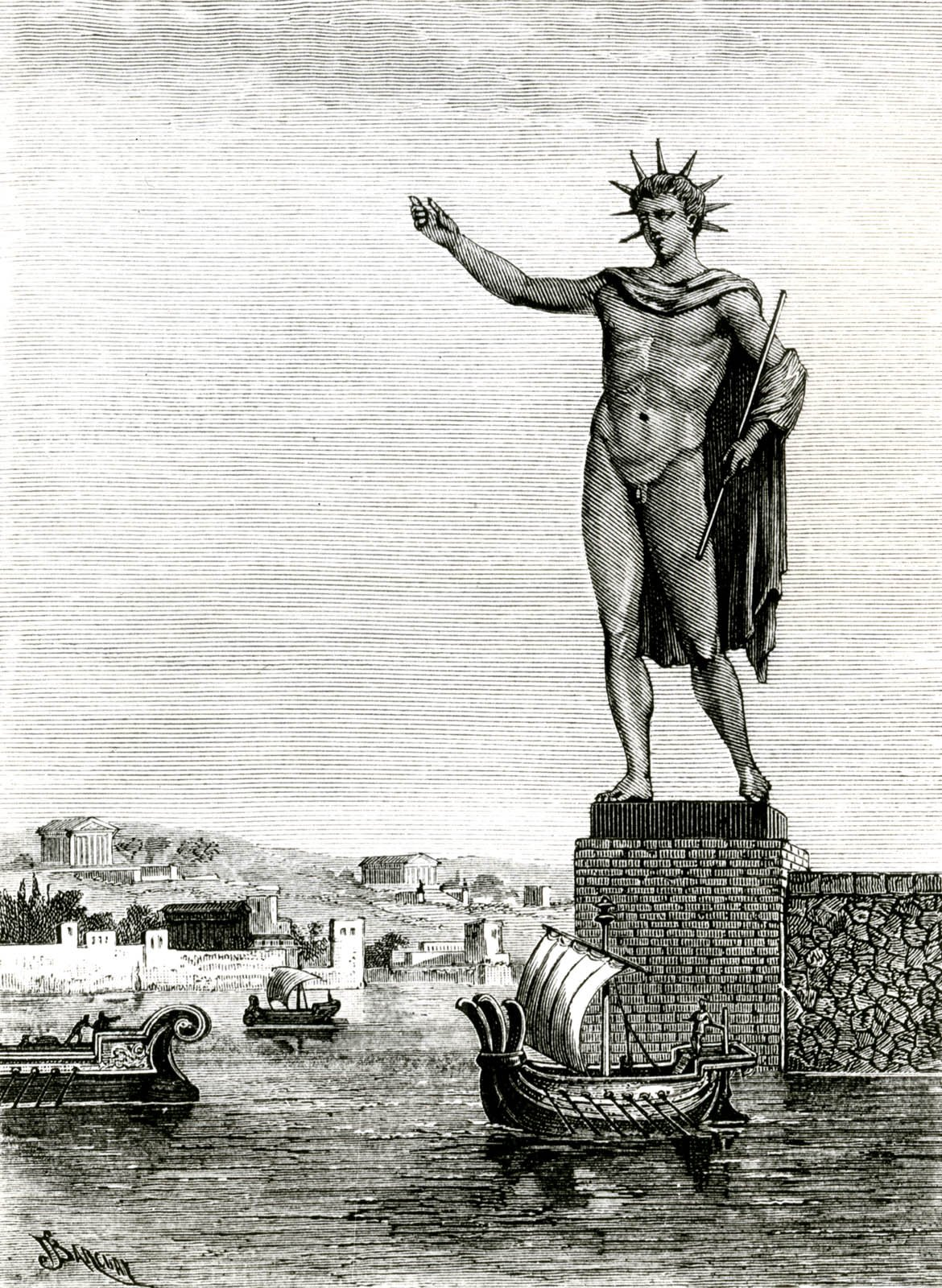
Rhodský kolos

Poblíž Apollónova chrámu v Triopiu se pravidelně slavily společné svátky dórské ligy. Byly to soutěže, kterých se mohli účastnit pouze členové konfederace. Vítězové her dostávali bronzovou trojnožku (tripus) jako cenu, která však nesměla být odvezena z chrámu v Triopiu, ale vítěz ji měl věnovat chrámu jako dar bohu Apollónovi. Podle Hérodota bylo město Halikarnássos ze šestiměstí vyloučeno, protože jeho občan jménem Agasiklés, vítěz Triopie, kterému byla udělena cena, ji nedaroval chrámu jako obvykle, ale vzal si ji domů a zavěsil na zeď. Od té doby se konfederace přejmenovala na Dórské pětiměstí. Jeho úpadek začal po zemětřesení v roce 226 př. n. l., během kterého byl zbořen Rhodský kolos a úplně zaniklo pod římskou nadvládou od roku 164 př. n. l.